# 11818 Ulamec
11818 Ulamec este o planetă minoră (asteroid) din centura de asteroizi. A fost descoperită pe 2 martie 1981 la Observatorul Siding Spring de Schelte J. Bus și a fost numită după Stephan Ulamec⁠(d). 
Obiectul prezintă o orbită caracterizată de o semiaxă mare de 2,9993696 UAi, o excentricitate de 0,1, o înclinație de 0,81725 ° în raport cu ecliptica.